# Travna gora
Travna gora je visoka kraška planota, ki se nahaja zahodno nad Ribniškim poljem in predstavlja najvišji del Občine Sodražica. Hkrati predstavlja severni del pogorja Velike gore, ki se vzdiguje zahodno nad poljem med Ribnico in Kočevjem. Večji, uravnani del Travne gore je na nadmorski višini med 850 in 950 m, nad njim se dvigujejo posamezni kopasti vrhovi: Veliki Marinovec (1029 m), Kalični vrh (1117 m), Kamni vrh (1017 m), Krajčev vrh (1049 m). Travno goro večinoma poraščajo bukovi in jelovi gozdovi, bogati z divjadjo (srne, jeleni, divji prašiči in medvedi). Razvit je lovski turizem. Na območju Travne gore ni vodnih izvirov, ker voda izginja v podzemlje; prevladujoča kamnina je triasni dolomit. Ime planote izhaja po košenicah, travnikih in pašnikih, ki so jih uredili okoliški kmetje in še vedno predstavljajo viden del pokrajine. Na njih rastejo tudi nekatere zavarovane rastlinske vrste, mdr. lovorolistni volčin, brstična lilija in zlati klobuk.
Osrednje naselje na območju Travne gore je Travna Gora, ki pa nima stalnih prebivalcev in vključuje približno 30 počitniških hišic. Nahaja se nedaleč od znane romarske cerkve Nova Štifta. Preko Travne gore sicer poteka cesta Sodražica - Hrib - Loški Potok - Čabar, ki predstavlja pomembnejšo regionalno povezavo s Hrvaško. Na stičišču pohodnih poti se nahaja Planinski dom na Travni gori (890 mnm), ob njem je urejeno smučišče, koča je lahko tudi cilj območne kolesarske ture.
13. julija 1941 je bila na mestu današnjega planinskega doma ustanovljena ribniška partizanska četa, ki je delovala med Malo in Veliko goro od Velikih Lašč do Kočevja in je opravila več diverzantskih akcij proti okupatorju. Na Travni gori in v okolici je bilo med NOB več bojev, katerim so danes priča številna spominska obeležja. V bližnjem Jelenovem žlebu je bila 26. marca 1943 ena najslavnejših bitk slovenskih partizanov. Tega dne sta Gubčeva in Cankarjeva brigada uničili bataljon italijanske divizije Macerata. Bataljon, ki je štel 480 vojakov in častnikov, je imel 106 mrtvih in 102 ranjena. Partizani so zaplenili polovico oborožitve italijanskega bataljona, pri tem pa imeli 5 mrtvih in 20 ranjenih.